# Kōya Hayashida
Kōya Hayashida (japanisch 林田 滉也 Hayashida Kōya; * 14. Juli 1999 in der Präfektur Ōita) ist ein japanischer Fußballspieler.

## Karriere
Kōya Hayashida erlernte das Fußballspielen in der Mannschaft der JFA Academy Fukushima, die eigentlich im Südosten von Fukushima angesiedelt ist, aber später wegen eines Nuklearunfalls nebenan 2011 für zehn Jahre nach Gotenba in Shizuoka verlegt wurde, sowie in der Universitätsmannschaft der Kanto-Gakuin-Universität in Yokohama. Seinen ersten Profivertrag unterschrieb er am 1. Februar 2022 bei Ventforet Kofu. Der Verein aus Kōfu, der Präfekturhauptstadt von Yamanashi, spielte in der zweiten japanischen Liga, der J2 League. Sein Zweitligadebüt gab Koya Hayashida am 27. Februar 2022 (2. Spieltag) im Heimspiel gegen den Erstligaabsteiger Ōita Trinita. Hier wurde er in der 76. Minute für Nagi Matsumoto eingewechselt. Das Spiel endete 1:1.